# Cerkiew Zaśnięcia Najświętszej Maryi Panny w Jarosławiu
Cerkiew Zaśnięcia Najświętszej Maryi Panny w Jarosławiu – kaplica rzymskokatolicka (obecnie pod wezwaniem Wniebowzięcia NMP), położona na terenie Parku Miejskiego im. Baśki Puzon (gdzie wcześniej znajdował się cmentarz unicki), przy ulicy Józefa Ignacego Kraszewskiego. Dawna greckokatolicka cerkiew cmentarna. Wpisana do rejestru zabytków 22 lutego 1951 pod nr 45.

## Historia
Świątynia pierwotnie drewniana, a od połowy XVII w. murowana, w 1789 zamieniona przez Austriaków na arsenał. Później wystawiona na licytację. Dzięki staraniom ówczesnych proboszczów parafii została w 1791 odkupiona przez parafię greckokatolicką. Wykonano wówczas renowację, przebudowując zachowane prezbiterium na kaplicę mszalną. Ostatnia przebudowa miała miejsce w 1894. W 1956 niszczoną systematycznie kaplicę postanowiono rozebrać, jednak na skutek protestów miejscowej ludności tej czynności zaniechano. Odnowiona kaplica należy obecnie do Kościoła rzymskokatolickiego. We wnętrzu XVIII-wieczna polichromia ze scenami religijnymi oraz portretami świętych i doktorów kościoła wschodniego.

## Proboszczowie cerkwi
- Jakiw Hżoda (1600–1608)
- Hrehor Kużmicz (1608–1652)
- Piotr Herzycki (1652)
- Bazyli Chotyniecki (1652–1689)
- Jakub Narolski (1689–1720)
- Stefan Cyrul (1720)
- Jan Nerononowycz (1720–1740)
- Teodor Wysoczański (1740–1758)
- Jan Chryzostom Bernakewycz (1759–1764)
- Antoni Rybotycki (1764–1795)
- Paweł Sajkewycz (1795–1796)
- Jan Manastyrski (1796–1826)
- Grzegorz Błonarowycz (1826–1827)
- Daniel Kaczaniwski (1827–1836)
- Oleksander Noskewycz (1836–1837)
- Iwan Hładysziwski (1837–1855)
- Orest Wituszyński (1855–1857)
- Teodor Lewicki (1857–1878)
- Ołeksij Iwasiwska (1878–1879)
- Iwan Sanczyc (1879–1883)
- Jan Chryzostom Konstankewycz (1883–1884)
- Jan Chotyniecki (1884–1906)
- Piotr Hodowański i Piotr Jurczak (1906)
- Cyprian Chotyniecki (1906–1942)
- Ołeksij Biłyk (1942–1945)
- Stanisław Fedorowicz (1945–1956)